# Raúl Gómez González
Raúl Gómez González (ur. 17 lutego 1954 w Capilla de Guadalupe) – meksykański duchowny rzymskokatolicki, w latach 2010–2022 biskup Tenancingo, arcybiskup metropolita Toluca od 2022.

## Życiorys
Święcenia kapłańskie przyjął 23 kwietnia 1983 i został inkardynowany do diecezji San Juan de los Lagos. Przez wiele lat pracował jako duszpasterz parafialny oraz jako wykładowca seminarium. W 2008 mianowany wikariuszem generalnym diecezji.
26 listopada 2009 otrzymał nominację na biskupa nowo powstałej diecezji Tenancingo. Sakry biskupiej udzielił mu 25 stycznia 2010 abp Christophe Pierre.
19 marca 2022 papież Franciszek mianował go arcybiskupem metropolitą Toluca. 